# Мьягди (район)
Мьягди (непальск. म्याग्दी जिल्ला) — один из 75 районов Непала. Входит в состав зоны Дхаулагири, которая, в свою очередь, входит в состав Западного региона страны. Административный центр — город Бени.
Граничит с районом Баглунг (на юге), районом Парбат (на юго-востоке), районом Мустанг (на севере), районами Каски и Мананг зоны Гандаки (на востоке и северо-востоке), районом Долпа зоны Карнали (на северо-западе) и районом Рукум зоны Рапти (на юго-западе). Площадь района составляет 2297 км².
Население по данным переписи 2011 года составляет 113 641 человек, из них 51 395 мужчин и 62 246 женщин. По данным переписи 2001 года население насчитывало 114 447 человек. 87,16 % населения исповедуют индуизм; 10,33 % — буддизм; 1,33 % — христианство и 0,16 % — ислам.